# 基辅日
基辅日（羅馬化：Den Kyieva）是乌克兰首都基輔的一个节日，通常在五月的最后一个星期日庆祝。
基辅日的庆祝活动通常持续两天，在每年五月的最后一个周末举行；演员和音乐表演者都會在这一天上街表演。并在晚上22:00左右举行表演和烟花表演。基辅日的庆祝活动于1982年5月首次举行，标志着基輔建城1500周年。